# 뉴메드
뉴메드(Neumed)는 경희대학교 한의과대학 본초학교실 교수인 김호철이 창립한 천연물 기반 건강기능성 원료 연구개발 기업이다.

## 설립
2003년 경희대학교 창업보육센터 내에서 설립하였다

## 제품
- 작약추출물등복합물(HT074) :작약에서 추출한 성분으로 위점막을 보호하는 물질로[2][3][4] 헬리코박터 윌의 후속작품인 윌 작약[5], 종근당건강의 위편한 작약[6]등에 채택되었다.

- 황기추출물 등 복합물(HT042): 키 성장에 도움이 될 수 있다.